# 基輔戰役 (1943年)
1943年的基輔戰役是描述了由蘇聯紅軍發動的3個戰略性行動（兩次進攻性和1次防禦性的）和1次由德軍在第二次世界大戰期間在庫爾斯克失敗之後的反擊行動。這4次個行動發生在1943年10月3日至12月22日。蘇軍在戰爭中發動了第一次夏季攻勢，把埃里希·馮·曼施坦因的南方集團軍迫回第聶伯河。在這裡曼施坦因打算讓部隊休息及重組他的部隊，但結果卻並非如此。蘇聯最高統帥部命令中央方面軍（1943年10月20日改名為白俄羅斯方面軍）和沃羅涅日方面軍（1943年10月20日改名為烏克蘭第1方面軍）趕及在德軍到達渡口前渡過第聶伯河。當該行動在10月未能成功後，該行動交給烏克蘭第1方面軍，並獲得烏克蘭第2方面軍的支援。烏克蘭第1方面軍，在列昂尼德·伊里奇·勃列日涅夫和他的两个部下尼古拉·费多罗维奇·瓦图京以及伊万·斯捷潘诺维奇·科涅夫指揮下，攻佔了基輔以南及北之橋頭堡。他的對手將是久經沙場的第4裝甲軍團，由赫爾曼·霍特指揮。
由蘇聯的觀點上規劃的這次戰略性行動的內容是：
- 基輔戰略性攻勢行動（10月）（1943年10月1日 - 10月24日）由中央方面軍及沃羅涅日方面軍實施

切爾諾貝爾-拉多米斯攻勢行動 （1943年10月1日—10月4日）
切爾諾貝爾-Gornostaipol防禦行動 （1943年10月3日—10月8日）
柳帖日攻勢行動（1943年10月11日—10月24日）
布克林攻勢行動（1943年10月12日—10月15日）
布克林攻勢行動（1943年10月21日—10月24日）
- 基輔戰略性攻勢行動（11月） （1943年11月3日—11月13日）

勞斯在1943年11月的反攻
- 基輔戰略性防禦行動（1943年）（1943年11月13日—12月22日）

## 首次嘗試
1943年10月數個瓦圖京的軍團在試圖突破地形崎嶇的布克林彎曲部時遇到嚴重困難，這是在南部的橋頭堡。由瓦爾騰奈寧指揮的第24裝甲軍，建了強力的防禦陣地，抵抗蘇聯軍隊的步步進逼，瓦圖京決定把他的部隊集中在北部地區的橋頭堡柳帖日。
由帕维尔·谢苗诺维奇·雷巴尔科指揮的第3親衛坦克軍團，在黑暗的掩護下向北面的柳帖日橋頭堡轉移以對布克林彎曲部實行佯攻。大量的火炮北移，沒有被德軍察覺。

## 第二次嘗試之最初階段
1943年11月3日上午第4裝甲軍團遭到蘇軍的大規模炮轟。德軍發現橋頭被擊破和基輔在短期內被解放。烏克蘭第1方面軍的目標是建速向西面的城鎮日托米爾、科羅斯堅、別爾季切夫和法斯托夫推進。這將切斷通向中央集團軍的鐵路線和將初步包圍南方集團軍。
該計劃是雄心勃勃的但同時瓦圖京也不是順利實施，通常不動聲色的曼施坦因非常擔心由於雷巴爾科的坦克於 11月5日在基輔的街上通過，曼施坦因懇請希特勒調動第48和第40裝甲軍，以便有足夠的部隊奪回基輔。第48裝甲軍被派往支援曼施坦因，但希特勒拒絕調動第40裝甲軍。此外，希特勒解除霍特的指揮權和以艾哈德·勞斯替換了他 。新指揮官被命令削弱蘇聯進攻和掩護南方集團軍的北翼和與中央集團軍的聯繫。一系列的情報來源表示11月6日是解放基輔的日期。捷克斯洛伐克獨立第1旅在11月5日中午12時30分已開始進行攻擊，在6日下午2時到達第聶伯河，之後席捲該市西部郊區，最終在6日早上6時50分解放基輔。

## 勞斯的反攻
即使有新的裝甲軍配屬給他，對勞斯來說這是頗高要求的命令，然而第4裝甲軍團很快就得到增援，特別是火炮和火箭。儘管在瓦圖京的進攻初期遭受重大傷亡，德軍得到了合理的增強。11月7日從第48裝甲軍來到的第1個單位是新成立的由格奥尔格·尧尔裝甲兵中將指揮的第25裝甲師。它對法斯托夫的進攻被蘇聯第7親衛坦克軍所阻。雷巴爾科的部隊很快距離別爾季切夫僅40英里，日托米爾被蘇聯第38軍團佔領，而蘇聯第60軍團已到達科羅斯堅的門口。蘇聯第40軍團正從基輔南移，唯一對抗德軍的是筋疲力盡的蘇聯第27軍團，以防禦布克林彎曲部。
第4裝甲軍團深陷困境，然而形勢在第48裝甲軍指揮下的精銳武裝親衛隊第1阿道夫·希特勒警衛旗隊裝甲師、第1裝甲師和第7裝甲師到來後發生了變化。這些新的部隊向北面的布魯西洛夫推進，然後向西奪回日托米爾。雷巴爾科派出蘇聯第7親衛坦克軍以應付德軍的攻擊以及隨之而來的巨大坦克戰，儘管規模不大於在庫爾斯克的。這情況一直持續到11月後期，當時秋天的泥濘迫使所有軍事行動停止。
雙方損失慘重，傷亡的比例是相當平衡，雖然蘇軍的損失稍多於德軍，但第4裝甲軍團已經獲得了一些喘息的空間以奪回日托米爾和科羅斯堅，而瓦圖京暫時停止前進，在德軍反擊時給自己一個很好的休息，蘇聯最高統帥部還釋放了大量預備隊增援烏克蘭第1方面軍。

## 第二次嘗試之最後階段
12月5日泥土在俄羅斯的冬天中堅硬起來。第48裝甲軍向北部的日托米爾進行了廣泛的徹底攻擊，蘇軍措手不及，德軍試圖包圍蘇聯第60軍團及第13軍團。在第2空降師的增援下，德軍向東推進。在一個危險的陣地上，第60軍團撤出了科羅斯堅，隨著法斯托夫也受到威脅，現在蘇軍已處於絕望之中。
在不情願但沒有其他選擇下，瓦圖京向蘇聯最高統帥部要求更多的預備隊。他得到蘇聯第1坦克軍團和蘇聯第18軍團的增援。這些新單位同時從其他地區來到的增援部隊，匆忙趕到向西阻止德軍前進。有了足夠的部隊，蘇軍阻止了德軍的前進、重新發動進攻，並奪回布魯西洛夫。雙方在12月下旬均筋疲力盡和基輔戰役結束。

## 總結

1993年發行的解放基輔50周年紀念幣。

蘇聯雖然未能切斷中央集團軍的鐵路線或封鎖南方集團軍，但他們解放了基輔，突破了第聶伯河的防線，對第4裝甲軍團造成大量人員傷亡的。對德國人來說，他們摧毀了蘇軍幾個相當大的單位和保持了重要的鐵路線。但沒有得到休息。幾天後，第48裝甲軍被拉回後方整補和重組，蘇聯在聖誕節前夕發動了冬季攻勢。重新命名的沃羅涅日方面軍之進攻在1944年1月3日成功地把德軍推回到1939年的波蘭邊境。

## 來源
- Radey, Jack, Bongard, David, O'Connor, Dave, Fire Brigade: The Battle for Kiev 1943, Panther Games Pty.Ltd., Canberra, 1988 Home of the Underdogs' game entry （页面存档备份，存于）